# Pine River, British Columbia
Pine River är ett vattendrag i Kanada.   Det ligger i Peace River Regional District och provinsen British Columbia, i den centrala delen av landet, 3 300 km väster om huvudstaden Ottawa.
Omgivningarna runt Pine River är en mosaik av jordbruksmark och naturlig växtlighet. Trakten runt Pine River är nära nog obefolkad, med mindre än två invånare per kvadratkilometer.